# Bakermat
Bakermat, pseudonimo di Lodewijk Fluttert (Markelo, 8 ottobre 1991), è un produttore discografico, compositore e disc jockey olandese.
Il suo stile, spesso minimalista, unisce musica elettronica, techno, deep e tropical house, con influenze jazz e soul (frequente utilizzo del sassofono). 

## Biografia

### 2012-2013:Vandaag
Fluttert ha iniziato la sua carriera musicale mentre studiava psicologia all'Università di Utrecht, lavorando nel tempo libero come DJ. Nel 2012 ha pubblicato i suoi primi due EP, Zomer e Vandaag. La title track di quest'ultimo, costituita da un campionamento del discorso "I Have a Dream " di Martin Luther King, Jr., è stata registrata come singolo tra Paesi Bassi, Belgio e Francia alla fine del 2012 e nella primavera del 2013. Nel 2014 Vandaag è stato ripubblicato da Sony riscuotendo un grande successo, in particolare in Germania e Austria.

### 2014-2015: Bakermat Live Band
Bakermat si distingue spesso nelle sue performance rispetto ad altri DJ includendo elementi dal vivo nei suoi dj set. Combina la sua musica con artisti dal vivo sul palco (sassofonisti, cantanti, violinisti e percussionisti). Nel 2014, ha riunito sei musicisti e ha formato la "Bakermat Live Band", che è stata alla base del suo tour dal vivo.
Sempre nel 2014 Bakermat ha confermato che si sarebbe esibito all'edizione del 2014 di Tomorrowland . Ciò ha dato vita alla prima tappa della "Bakermat & Friends" a Tomorrowland, gettando di fatto le basi per la partecipazione ad ulteriori edizioni. Nello stesso anno ha pubblicato il singolo "Teach Me", brano influenzato da elementi gospel, soul, blues e jazz in combinazione con campionamenti della cantante gospel americana Shirley Caesar.
Nel dicembre 2014 Bakermat ha annunciato l' "Another Man Tour", il suo primo in Nord America, suonando 28 spettacoli in 30 giorni, da New York City a Miami.

### 2015-2016: Bakermat's Circus
A partire dal 2015, Bakermat ha creato una nuova piattaforma per gli artisti e per il pubblico chiamata Bakermat's Circus. L'idea alla base era quella di "creare serate in cui gli artisti possano spingersi musicalmente e il pubblico possa lasciarsi trasportare dalla musica, dagli eventi e dall'atmosfera". Tra i vari ospiti della piattaforma Oliver Heldens, Robin Schulz, Don Diablo, Klingande, Kungs, Sam Feldt e molti altri.
Poco dopo ha debuttato l'omonimo programma radiofonico mensile Bakermat's Circus. La serie radiofonica è stata trasmessa su oltre 75 stazioni radio in tutto il mondo, da SiriusXM a Radio538 e Revolution FM.

### 2016:Living
Nel 2016 Bakermat ha pubblicato nuova musica oragnizzazando una nuova tournée. Dopo aver pubblicato il suo EP Games all'inizio dell'anno, "Games Continued", uno dei brani presenti nell'EP, è diventato ufficialmente l'inno dell'evento Corona SunSets 2016. Per celebrare questo, Bakermat si è esibito in un evento sul tetto a Londra dove il suo set è stato trasmesso in streaming dal vivo tramite il sito Mixmag.net.

### 2017:Baby e Don't Want You Back
Nel 2017 Bakermat ha pubblicato il singolo "Baby", brano che include un campionamento della famosa versione eseguita da Thelma Houston del brano Don't Leave Me This Way.
Sempre nello stesso anno pubblica il singolo "Don't Want You Back", che vede la partecipazione di Kiesza.

### 2019-2020:The Ringmaster
Nel 2019 ha pubblicato i singoli "Trouble", "Learn to Lose" e "Baianá", mentre nel 2020 pubblica il singolo "Under The Sun". Tutti e quattro i singoli sono stati inclusi nell'album The Ringmaster pubblicato sempre nel 2020. In particolare "Baianá", brano dal sapore estivo, ha riscosso notevole successo.

### 2021:The Spirit
Nel giugno 2021 Bakermat pubblica l'album The Spirit, preceduto dalla pubblicazione del singolo - incluso poi nell'album - "Walk That Walk", che vede la partecipazione di Nic Hanson.

## Discografia

### Album in studio
- 2020 – The Ringmaster
- 2021 – The Spirit

### Singoli
- 2012 – Zomer
- 2013 – One Day (Vandaag)
- 2013 – Uitzicht
- 2014 – Teach Me
- 2016 – Games
- 2016 – Games Continued
- 2016 – Ballade/Gone
- 2016 – Living (feat. Alex Clare)
- 2016 – Dreamreacher
- 2017 – Baby
- 2017 – Don't Want You Back (feat. Kiesza)
- 2018 – Do Your Thing/Lion
- 2018 – Partystarter
- 2019 – Trouble (feat. Albert Gold)
- 2019 – Learn to Lose (feat. Alex Clare)
- 2019 – Baianá
- 2020 – Under the Sun (feat. Kidda)
- 2021 – Walk That Walk (feat. Nic Hanson)
- 2022 – Madan (King)
- 2022 – Joy (feat. Ann Nesby)